# Lac-Matawin
Pour les articles homonymes, voir Matawin.
Lac-Matawin est un territoire non organisé situé dans la municipalité régionale de comté de la Matawinie, dans la région administrative de Lanaudière, au Québec.

## Géographie
Son territoire de forme rectangulaire et entièrement forestier couvre la partie Nord du Lac Taureau. Ce territoire non organisé en municipalité est traversé du nord au sud par le chemin de Manoune. Annuellement, la surface des plans d'eau de ce territoire est gelée généralement de novembre à avril.

## Toponymie
Les toponymes Matawin se réfèrent à la rivière Matawin qui coule vers l'est pour se déverser dans la rivière Saint-Maurice.

## Démographie
La population était de 15 résidents en 2011, comparativement à 10 en 2006. Selon le recensement canadien de 2011, seulement 8 résidences sont occupées parmi les 11 de repertoriés.
| 2001 | 2006 | 2011 | 2016 |
| ---- | ---- | ---- | ---- |
| 10   | 10   | 15   | 10   |

## Attraits
La foresterie et les activités récréotouristiques sont la base de l'économie de la région.